# Socha svatého Jana Nepomuckého (Hlinsko)
Barokní pískovcová socha Jana Nepomuckého z 18. století se nalézá spolu se sochou svatého Václava u východní zdi kostelní lodi kostela Narození Panny Marie v městě Hlinsko v okrese Chrudim. Socha je od 3. června 2005 chráněna jako nemovitá kulturní památka ČR.

## Historie
Barokní pískovcová socha svatého Jana Nepomuckého byla původně umístěna na mostku přes Srnský potok v Jungmannově ulici, který ještě na konci 19. století tvořil vstup do města Hlinsko od severovýchodu. Socha svatého Jana Nepomuckého je v současné době umístěna u východní zdi kostela Narození Panny Marie v Hlinsku.

## Popis
Na pískovcovém základě stojí na nízkém hranolovém, nahoře profilováním okoseném podstavci užší pilíř, na jehož čelní straně je v mělkém rámečku vytesán nápis: „SV, JENE NEPOMUCKÝ ORODUJ ZA NÁS“. Pilíř je zakončen odstupňovanou profilovanou římsou nhoru se zúžující.
Na profilované římse pilíře stojí na nízkém podstavci socha stojícího prostovlasého svatého Jana Nepomuckého v životní velikosti. Světec je oděn v tradiční kanovnické roucho se svatozáří tvořenou pěti hvězdami kolem hlavy. V pravé ruce drží biret a hlavu sklání ke krucifixu, který přidržuje pravou rukou v náručí.

## Galerie

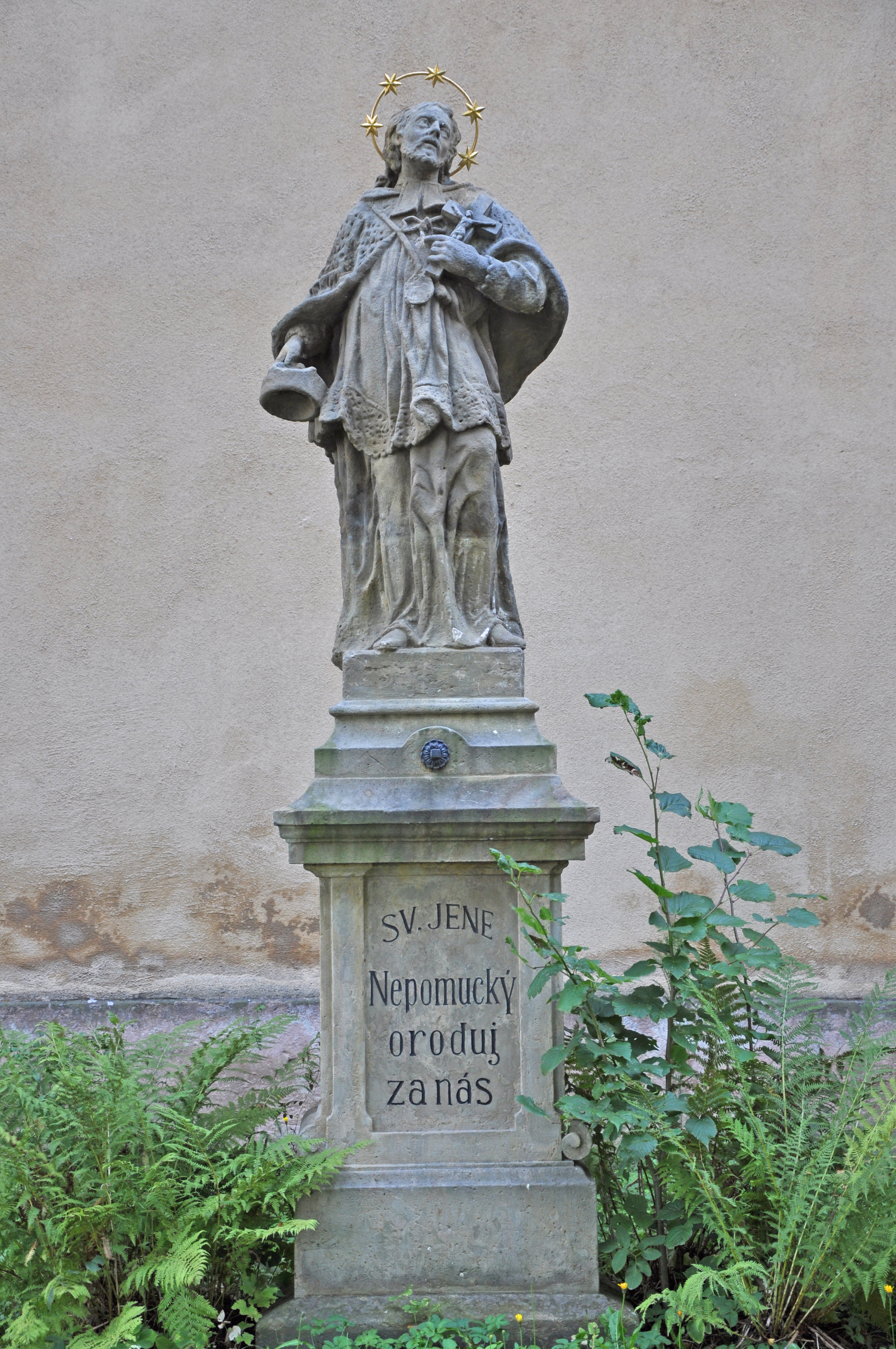
socha svatého Jana Nepomuckého v Hlinsku
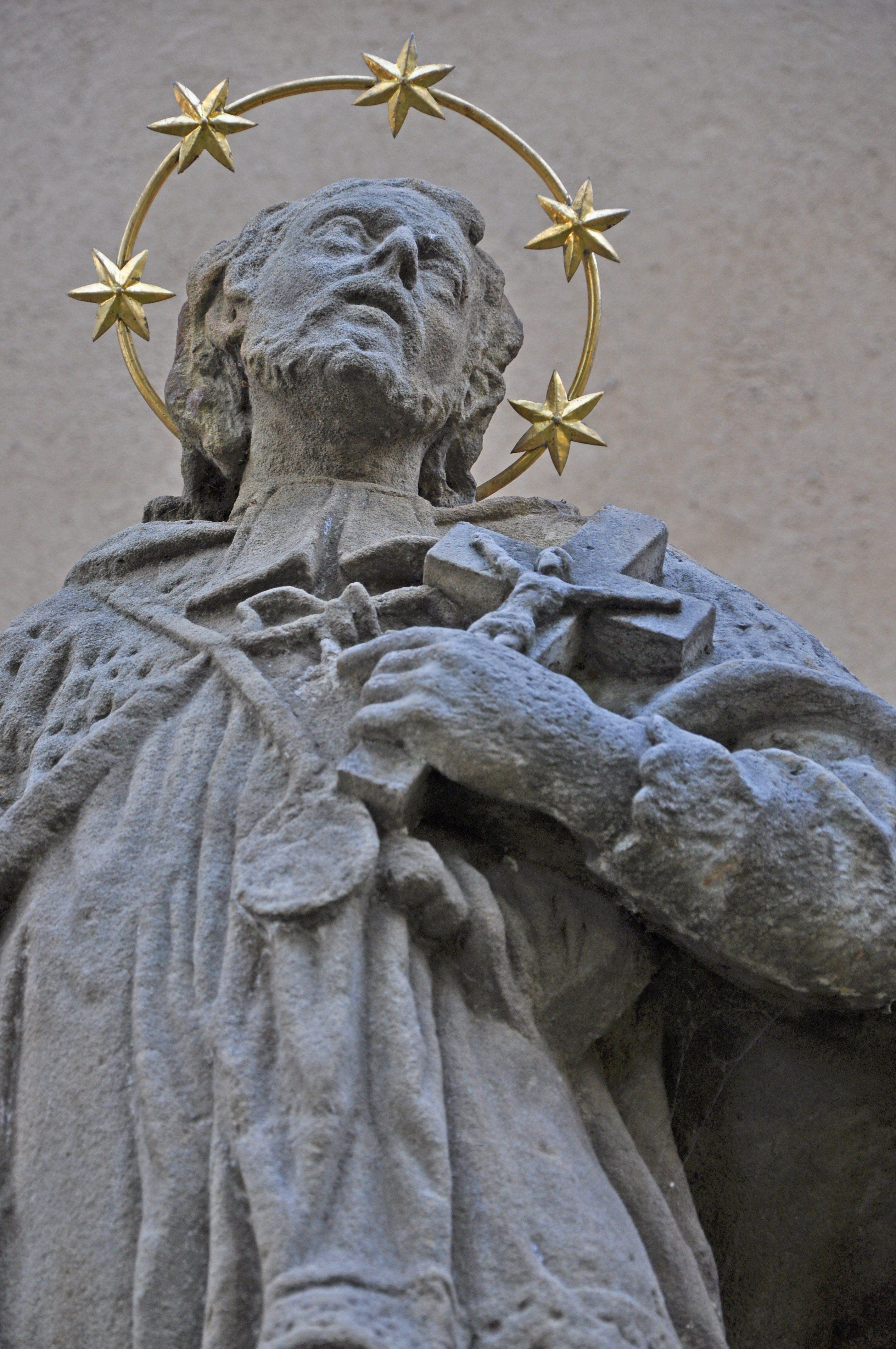
socha svatého Jana Nepomuckého v Hlinsku - detail
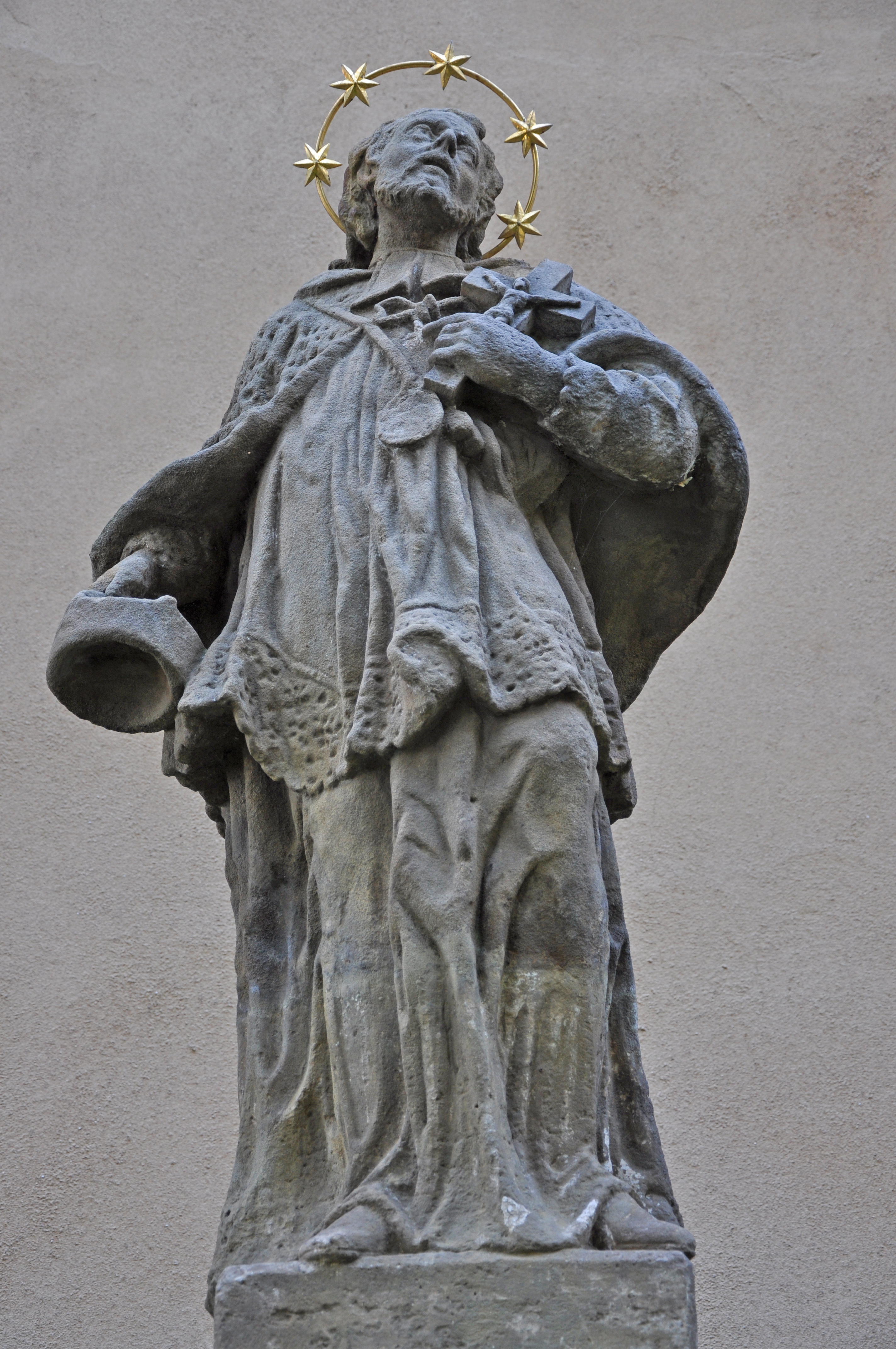
socha svatého Jana Nepomuckého v Hlinsku - detail